# Мацеевский, Игнатий
Игнатий Мацеевский (пол. Ignacy Maciejowski; 1835—1901) — польский писатель

, поэт,  драматург и литературный критик XIX — XX вв., известен также под псевдонимами «Север» и «Гриф». Представитель критического реализма в модернистской прозе.

## Биография
Игнатий Мацеевский родился 27 июля 1835 года в городе Сандомире в семье профессор права в Варшавской главной школе Франтишика Мацеевского (1798—1873). Учился в Агрономическом институте в Маримонте (близ Варшавы).
Всеобщее внимание обратили на себя его «Szkice z Anglii» — живые и умные очерки английского быта (напечатаны в 1875 году в «Tygodniu Iwowskim»). Менее удачны его комедии и драмы, а также и первые повести; но с 1880-х гг. он дал целый ряд талантливых очерков из народного быта («Przyblędy», «Franek Walczak», «О swiętą ziemę», «Wiejska zalotuica», «Wiosna»). 
В последующих произведениях Мацеевский то разрабатывал психологические темы (например в «Dielnej kobiecie»), то воспроизводил сложные течения современной общественной жизни (например в «Walce о byt», «Zyzmie», «W slowach i czynach»). Очень ярко литературный талант Игнатия Мацеевского выразился в повести «Nafta» (1894 г.). 
С 1863 по 1878 год Игнатий Мацеевский жил за границей, затем поселился в городе Кракове, где и умер 22 сентября 1901 года.